# Cratere Ango
Ango è un cratere lunare di 0,87 km situato nella parte nord-occidentale della faccia visibile della Luna.